# Remington Модель 887
Remington Model 887 Nitro Mag помповий дробовик виробництва компанії Remington Arms Company, Inc. Він відомий використанням полімерного покриття під назвою ArmorLokt, яке було розроблено для супротиву будь-яким погодним умовам і для захисту від іржі. Це надає Моделі 887 вигляду "космічної ери", що є однією з найбільш визначальних особливостей зброї.

## Конструкція
Як випливає з назви Модель 887 Nitro Mag може стріляти набоями 3 ½″ Магнум. Таким чином дробовик є конкурентом дробовика Mossberg 835 Ulti-Mag, який було спеціально розроблено під набій 3 ½″ Магнум. За зовнішнім виглядом Модель 887 часто порівнюють з Benelli Nova. У брошурі Remington 887 порівнюють дробовик з дробовиками Mossberg 835 та Benelli Nova.

### Покриття ArmorLokt
Найяскравіша особливість Моделі 887 - покриття ArmorLokt. Вся ствольна коробка та ствол Моделі 887 вкриті нейлоном з додаванням скла для захисту сталевих внутрішніх деталей. Таким чином, сталь забезпечує міцність зброї, тоді як полімер захищає внутрішні деталі від впливу ззовні, в тому числі від негоди та корозії. Виробники вигадали кілька способів захистити металеву поверхню зброї, але покриття зброї полімером — унікальна концепція.
Компанія Remington стверджує, що покриття ArmorLokt є непробивним, а тому вона провела кілька тестів, що підтверджують це твердження. Інженери компанії піддали Модель 887 випробуванням на сольову корозію та занурення у воду, а також перевірили наявність витоків та розшарування в полімері, але нічого не було виявлено.Було проведено друге випробування, в ході якого з одного ствола Моделі 887 було відстріляно понад 10 000 набоїв і покриття ствола не мало ознак розшарування. Рецензенти провели менші тести, які до певної міри підтверджують ці результати.
Декілька ключових частин зброї не оброблені покриттям ArmorLokt. На кількох сайтах відмічені проблеми з вузлом трубчастої цівки, який має іржу прямо із заводу.
Поверхня ствола, ствольної коробки та цівки із синтетичного матеріалу має малюнок протектора, який запобігає ковзанню. Він також надає зброє унікальний вигляд, який часто критикують.
Відкликання Remington
Компанія Remington добровільно відкликала всі дробовики Модель 887, які були випущено в період з 1 грудня 2013 по 24 грудня 2014 з питань безпеки. Remington зазначив, що ці дробовики мали дефект бойка, який міг застрягнути в передній позиції. При заряджанні набою з бойком в такій позиції була імовірність зробити помилковий постріл.
Remington продовжив виробництво Моделі 887, оскільки проблема полягала не в конструкції Моделі 887, але лише в кількох деталях, які були використані при виробництві зброї. Кожен перевірений дробовик отримає штамп на затворі, де буде зазначено, що дробовик було повернуто, перевірено, відремонтовано, якщо необхідно, та перевірено на 100 відсотків.

## Порівняння з Remington Модель 870
Основна конструкція, особливо, ствольна коробка та ствол, створені на базі відомого дробовика Remington 870, хоча Модель 887 має значно перероблений затвор, з фіксуючими виступами, що обертаються на відміну від одного підйомного виступу Моделі 870. Вони складають сталеве "осереддя" Моделі 887. Проте, крім цього, Модель 887 насправді досить суттєво відрізняється від Моделі 870 і не призначена для заміни Моделі 870.
Модель 887 має кілька покращень у порівнянні з Моделлю 870, які потрібні для зручності використання. Наприклад, засувка затвора представляє собою велику, трикутну кнопку, яка розташована на верхній частині лицьової сторони спускової скоби, що полегшує її використання, навіть в рукавичках або з онімілими руками. На відміну від Моделі 870, де засувка затвора представляє собою невеликий металевий виступ розташований ліворуч від спускової скоби.

## Варіанти

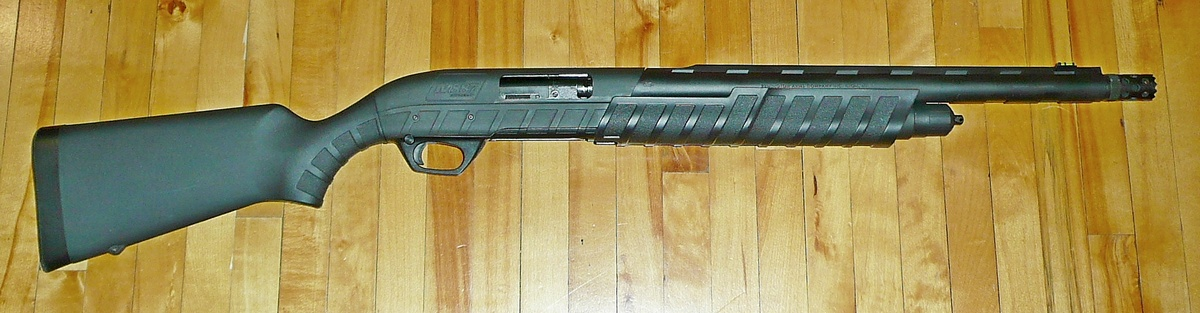
Remington 887 Nitro Mag Tactical Custom (зі стволом довжиною 18,5 дюймів і дульною опорою, встановленою замість чока)

Спочатку компанія Remington випускала дві версії Моделі 887, 887 Nitro Mag та 887 Nitro Mag Waterfowl. Компанія Remington випустила кілька нових моделей 887 Nitro Mag Tactical, 887 Nitro Mag Bone Collector та 887 Nitro Mag Camo Combo.
Тактична модель схожа на базову, але має ствол довжиною 18,5 дюймів, трубку для збільшення магазина та дві планки Пікатіні. Модель 887 Nitro Mag Waterfowl дуже похожа на базову версію, основна різниця полягала в покритті. Версія Waterfowl має покриття від Mossy Oak Break-Up Infinity, а також камуфляж Realtree Advantage Max-4 HD, що робить зброю ідеальною для полювання. Модель 887 Waterfowl також дещо важча за Модель 887.

## Користувачі
- Сербія: Використовується жандармерією Сербії.[10]